# کالج ووستر، آکسفورد

کالج ووستر، آکسفورد (انگلیسی: Worcester College, Oxford) یکی از کالج‌های دانشگاه آکسفورد انگلستان است. این کالج در سال ۱۷۱۴ توسط سیر توماس کوک و بارونس ووسترشر تأسیس شد. نام کالج را از اسم ووسترشر انتخاب کردند. پیش از آن در این محل کالج گلاسستر بود، از اواخر قرن سیزدهم تا هنگام فروپاشی کلیسا در قرون وسطی در ۱۵۳۹، مؤسسه ای بود که دانشجویان در آن تحصیل می‌کردند. اما از سال ۱۹۷۹ به صورت یک کالج مردانه باز تأسیس شد. در ژوئیه ۲۰۱۶، سرمایه مالی کالج ووستر بالغ بر ۷۳ میلیون پوند بود.
فارغ التحصیلان برجسته از این کالج عبارت هستند از روبرت مرداک، تهیه‌کننده فیلم و فیلمنامه‌نویس، راسل تی. دیویس، دستیار قاضی دادگاه دیوان عالی ایالات متحده. الینا کیگن و رمان‌نویس بریتانیایی ریچارد آدامز.